# Nick Pratto
Nicholas Michael Pratto (Huntington Beach, California, 6 de octubre de 1998), más conocido como Nick Pratto, es un jugador profesional estadounidense de béisbol que se desempeña en la posición de primera base en Kansas City Royals, equipo de las Grandes Ligas de Béisbol (MLB).

## Carrera
En 2022, Pratto hizo su debut en la MLB con el equipo Kansas City Royals, donde lleva jugando tres temporadas.